# Zbigniew Bańkowski
Zbigniew Marian Bańkowski, ps. "Orzech" (ur. 18 września 1954) – polski gangster i przedsiębiorca.

## Życiorys
Urodził się 18 września 1954 r. jako syn Stanisława i Wiktorii.
W latach 1984-1985 były prowadzone działania operacyjne w jego sprawie pod kryptonimem "Obrotny", w związku z podejrzeniami o organizowanie kanału przemytniczego między PRL z RFN.
W 1986 r. urodziła mu się córka Natalia (drugie imię Wiktoria po babci), a w 1988 r. urodził mu się syn Jędrzej. 
Prawdopodobnie ze środków z handlu alkoholem sprowadzonym z zagranicy wzbogacił się, i w 1992 r. kupił nieruchomość o powierzchni około 4,5 ha przy ul. Jasna Rolna 43 w Poznaniu. Kolejne wzbogacenie nastąpiło w 1996 r., gdy skreślił 6 właściwych liczb w Totolotku, wygrywając 10 mld. zł (przed denominacją). 
Na początku 1999 r., niedługo po wyjściu z aresztu, otrzymał w darowiźnie dom przy ul. Popiela 8 w Poznaniu, który w 2012 r. podarował swojej córce.
Zbigniew Bańkowski, wraz ze swoją żoną Izabelą, w latach dziewięćdziesiątych prowadził firmę gastronomiczno-handlową pod nazwą MANHATTAN, w ramach której funkcjonowała restauracja GOLD CLUB przy ul. Wrocławskiej 18 w Poznaniu.
W marcu 1998 r. został zatrzymany pod zarzutami: (1) zabójstwa rosyjskiego gangstera Andrieja Isajewa, ps. „Malowany”; (2) napadu na konwój z pieniędzmi, (3) napadów na tiry itp. Jednak z braku wystarczających dowodów, został zwolniony po 6 miesiącach. Ponownie został zatrzymany w czerwcu 2021 r. 16 lutego 2004 r. Sąd Okręgowy w Poznaniu skazał go na 12 lat więzienia. "Orzecha" reprezentowali adwokaci: Andrzej Reichelt (wówczas wicedziekan Okręgowej Rady Adwokackiej w Poznaniu) i Maciej Gutowski.
1 marca 2005 r. Sąd Apelacyjny w Poznaniu zmniejszył wyrok do 7,5 roku, bo jedynymi istotnymi dowodami były zeznania świadków koronnych, którzy nie byli bezpośrednimi świadkami przestępstw. Po tym wyroku "Orzech" odsiedzi niewiele, bowiem od zatrzymania do wyroku minęło już 7 lat.
„Orzech” był właścicielem Banc Boks Promotion i hodowcą gołębi (jak znany gangster z Wołomina). Podobno jego dumą było tzw. ranczo, czyli ww. nieruchomość. Po aresztowaniu nie wiadomo co się tam działo. 
"Orzech" przebywał w więzieniach we Wronkach, w Śremie, aż trafił do więzienia pod Bydgoszczą. Ostatecznie bydgoski sąd zwolnił go z odbywania kary, która zresztą i tak się kończyła w styczniu 2008 r.
W styczniu 2008 r. sprzedał swe ranczo spółce Trio Invest sp. z o.o. ze Szczecina, założonej w 2004 r. przez Stanisława Marca, Radosława oraz Przemysława Marca. Nieruchomość ta następnie została kupiona przez Miasto Poznań za 5 mln zł, gdzie nabywca zapłacił ponad 100 zł / m2 nieużytków, na których ma być teren zielony.
Otworzył też "Bon. Biuro handlowe" przy ul. Popiela 8 w Poznaniu. Następnie pod tym adresem jego córka prowadziła działalność gospodarczą pod nazwą "P.H.U Natalia B." (NIP: 9721175817, Regon: 301301645), handlując częściami do samochodów, a rok po jej zakończeniu założyła kancelarię adwokacką. 
Pod koniec 2017 r.,wraz z  Jędrzejem Bańkowskim i Filipem Tórzem, kupił udziały w spółce SALICES-WILLA sp z o.o. sp.k.
17 stycznia 2018 r., z tymi samymi wspólnikami, kupił spółkę SALICES - WILLA i zmienił jej nazwę na WORK INVEST BUD sp. z o.o. oraz siedzibę na ul. Górki 7A/36 w Poznaniu. Jednak już 3 lipca 2018 r. sprzedał swoje udziały w obu spółkach na rzecz Mateusza Iwaniaka.
Następnie były tworzone kolejne spółki przez Jędrzeja Bańkowskiego, prawdopodobnie we współpracy (o czym świadczy późniejsze aresztowanie) ze Zbigniewem Bańkowskim. Spółki nie realizowały obowiązku sprawozdawczego. Jedną z takich spółek jest Work Invest Holding s.r.o. zarejestrowana w Słowacji. Następnie były zarejestrowane: w 2022 r. Post Video Card (KRS 0000998514), oraz już po aresztowaniu i zabezpieczeniu majątku, w 2023 r. PVC (KRS 001052148) przez Victorię Bańkowską (zd. Slepokora), fundatorkę Fundacji Polskie Serce (KRS 0001035834). Obie spółki mają ten sam przedmiot działalności i są zarejestrowane w tym samym mieszkaniu.
W 2023 r. został aresztowany w Szczecinie z powodu zarzutów tamtejszej Prokuratury dotyczących wyłudzeń podatku VAT. Natomiast na początku 2023 r. na majątku jego syna Jędrzeja, prokurator ze Szczecina ustanowił zabezpieczenie i zakaz zbywania jego lokalu mieszkalnego.